# Ваш Іван Михайлович
Іван Михайлович Ваш (4 жовтня 1904, село Лоза, тепер Іршавського району Закарпатської області — 29 вересня 1966, місто Ужгород) — український радянський партійний і державний діяч. Член ЦК КПУ в 1952—1960 роках. Депутат Верховної Ради СРСР 2—5-го скликань.

## Біографія

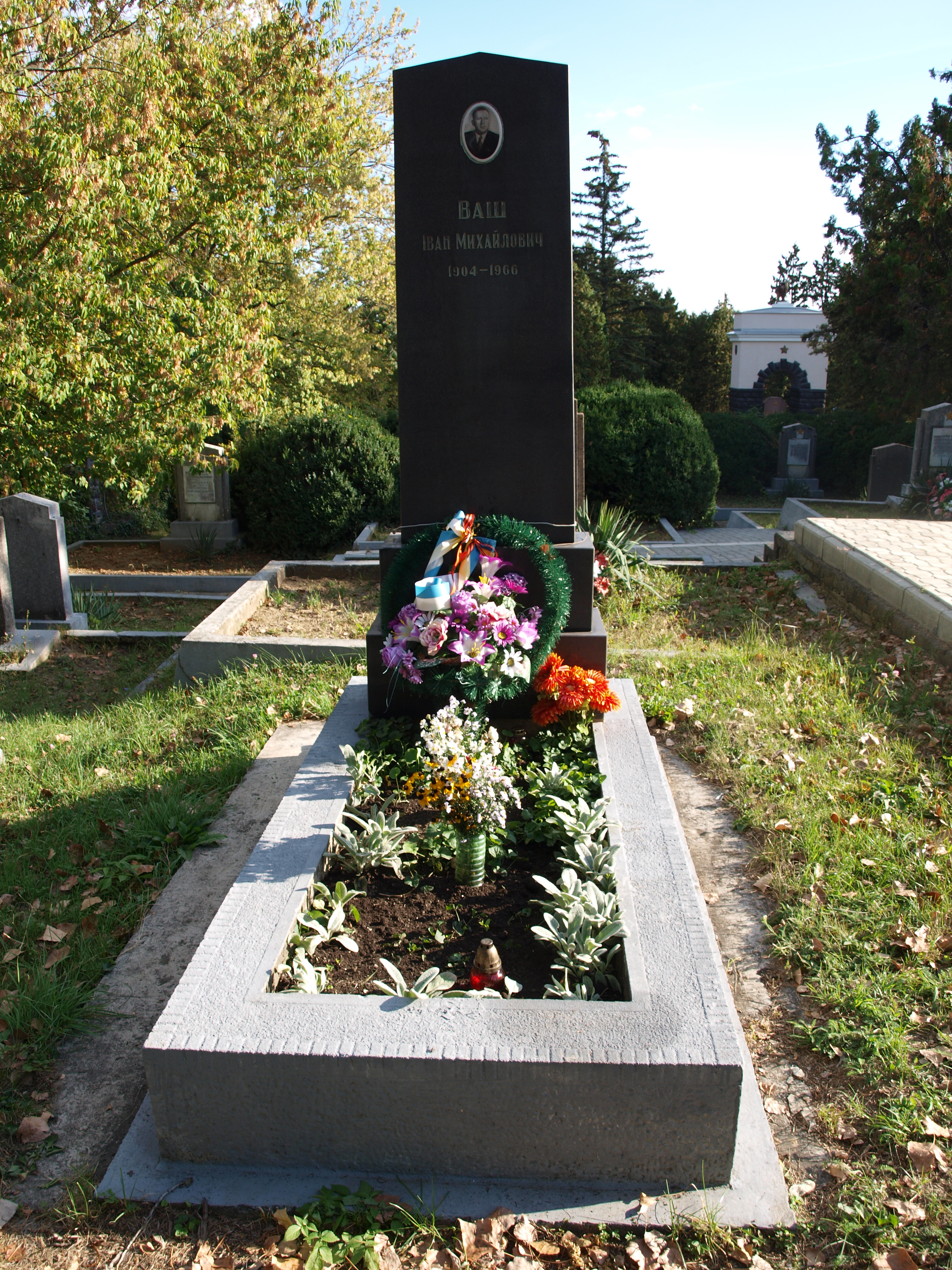
Могила І. Ваша в Ужгороді

Народився 4 жовтня 1904 року в селі Лозі (тепер Іршавського району Закарпатської області) в родині селянина-бідняка. Закінчив народну школу. З дванадцятирічного віку наймитував у заможних селян.
Засновник комсомольської організації в рідному селі. У травні 1924 року вступив до Комуністичної партії Чехословаччини.
З 1926 роках — робітник Берегівського цегельного заводу, потім працював на будівництві в різних містах Чехо-Словацької Республіки.
У 1931 році, як активіст направлений до СРСР, де до 1933 року навчався у Харкові та Києві у Комуністичному університеті імені Артема (радпартшколі).
У 1933–1936 роках — інструктор Закарпатського крайового комітету КПЧ, у 1936–1938 роках — перший секретар Михайловецького обкому КПЧ. З 1938 року служив в Чехословацькій армії, звідки дезертував. У 1938–1940 роках був на підпільній партійній роботі в Хустському окрузі.
У 1940 році нелегально перейшов до Радянського Союзу, був заарештований і до грудні 1942 року працював на лісорозробках у Свердловській області РРФСР. У грудні 1942 року вступив добровольцем у чехословацьку військову частину — Чехословацький корпус, в складі якої по жовтень 1944 року брав участь у німецько-радянській війні, мав звання ротмістра.
19 листопада 1944 року на крайовій конференції Комуністичної організації Закарпаття обраний до складу ЦК КПЗУ, 26 листопада 1944 року на 1-му з'їзді Народних комітетів — до складу Народної ради Закарпатської України.
Після возз'єднання Закарпаття з УРСР — на радянській і партійній роботі. У 1945 році — уповноважений Народної Ради Закарпатської України у справах внутрішньої державної безпеки, начальник Комітету державної безпеки Закарпатської України.
З січня 1946 по березень 1948 року — 3-й секретар, а з березня 1948 по серпень 1951 року — 2-й секретар Закарпатського обласного комітету КП(б) України.
У серпні 1951 — вересні 1952 року — голова виконавчого комітету Закарпатської обласної ради депутатів трудящих.
З 7 вересня 1952 року по 28 травня 1959 року — 1-й секретар Закарпатського обласного комітету Комуністичної партії України.
З травня 1959 року — на пенсії. У 1963 році опублікував книгу спогадів «Дорога до мети». Помер в Ужгороді 29 вересня 1966 року.

## Нагороди
- орден Леніна (26.02.1958)
- орден Трудового Червоного Прапора (23.01.1948)
- орден Вітчизняної війни ІІ ст. (15.07.1945)
- медалі
- Почесна грамота Президії Верховної Ради Української РСР (6.11.1964)